# West Studdal
West Studdal est un village du Kent, en Angleterre.